# Seconda battaglia di Passchendaele
La Seconda battaglia di Passchendaele fu l'attacco finale della Terza battaglia di Ypres, durante la prima guerra mondiale. La battaglia ebbe luogo nell'area del saliente di Ypres, situato sul fronte occidentale, in particolare nei pressi del paese belga di Passchendaele, tra il 26 ottobre e il 10 novembre 1917. Il Canadian Corps, affiancato dalle truppe del II ANZAC Corps, continuò l'avanzata iniziata durante la prima battaglia di Passchendaele, riuscendo finalmente a catturare il paese di Passchendaele stesso. Oltre a guadagnare delle buone posizioni di osservazione, la battaglia era mirata anche a conquistare delle postazioni sopraelevate più asciutte, in vista dell'arrivo dell'inverno.
La posizione d'assalto era situata immediatamente a sud del confine tra la Fifth e la Second Army inglese. Di conseguenza il Canadian Corps avrebbe attaccato sfruttando il supporto delle formazioni provenienti dalla Fifth Army, a nord, e dal I ANZAC Corps, a sud. L'offensiva fu eseguita attraverso una serie di attacchi, ognuno dei quali aveva particolari obiettivi. Gli attacchi furono lanciati ad intervalli di tre o più giorni l'uno dall'altro. Le date di esecuzione dei singoli attacchi erano, provvisoriamente, il 26 ottobre, il 30 ottobre e il 6 novembre: l'azione finale, di modeste dimensioni, fu prevista per il 10 novembre. Al fine di concedere il tempo necessario per facilitare i rilievi delle postazioni tra le varie divisioni, fu pianificata una pausa di sette giorni tra la seconda e la terza fase, durante la quale fu ordinato alla Second Army di prendere in consegna il settore del fronte appartenente alla Fifth Army, adiacente al Canadian Corps, cosicché la porzione centrale della direttrice di attacco avrebbe potuto procedere sotto un unico comando.
L'attacco raggiunse l'obiettivo prefissato, cioè catturare le postazioni sopraelevate lungo la linea Passchendaele-Westrozebeke, ma l'avanzata stessa fu obbligata ad arrestarsi subito dopo aver preso Westrozebeke stesso. Non furono condotte ulteriori azioni volte a sfruttare il lieve sfondamento in questo settore. Infatti, contemporaneamente, sul fronte italiano le forze combinate dell'Impero tedesco e dell'Impero austro-ungarico avevano riportato una vittoria molto significativa a Caporetto. Ciò, unito ai preparativi dell'attacco che avrebbe avuto luogo nei pressi di Cambrai, obbligò gli Inglesi a reindirizzare le proprie risorse verso altri settori, portando così a terminare le azioni offensive lungo il saliente di Ypres.

## Antefatti
Nel luglio del 1917, il maresciallo di campo Douglas Haig aveva lanciato una grossa offensiva, la battaglia di Passchendaele, nel tentativo di uscire dal saliente di Ypres. Sebbene all'inizio fossero stati ottenuti alcuni successi, come ad esempio a Messines, a partire dalle battaglie di Pilckem e Langemarck si venne a creare una situazione di quasi completo stallo. In vista del fallimento, da parte della Fifth Army, di concludere qualunque apprezzabile progresso, Haig decise di trasferire il peso dell'offensiva verso sud-est lungo la metà sud del crinale di Passchendaele. Il compito di condurre l'offensiva principale fu, dunque, trasferito alla Second Army, comandata dal generale Herbert Plumer. Plumer abbandonò la normale tattica imperniata sulla ricerca di un grosso sfondamento delle linee avversarie, preferendole una finalizzata al lancio di una serie di attacchi, ognuno dei quali avente obiettivi determinati e strettamente limitati, nell'ambito di una strategia "mordi e fuggi". In effetti, azioni limitate quali le battaglie della strada di Menin, del Bosco del Poligono, di Broodseinde e di Gravenstafel permisero agli Alleati di avanzare di circa 3'700 m nel giro di due settimane.
Nel bassopiano ad ovest del crinale di Passchendaele, tre mesi di costante bombardamento avevano distrutto o bloccato i corsi d'acqua che, in condizioni normali, avrebbero provveduto al drenaggio. Quando, la notte del 4 ottobre, iniziò a piovere (e continuò ininterrottamente per altri tre giorni) il campo di battaglia si trasformò in un enorme pantano, rendendo così estremamente difficoltosa qualunque forma di movimento. I generali Gough e Plumer apparentemente dissero ad Haig che era propensi a concludere la campagna, dato il cambiamento del tempo e lo stato del campo di battaglia. Tuttavia fu presa la decisione di continuare l'offensiva, specialmente per conquistare delle posizioni su un terreno più alto, che si sarebbe rivelato più favorevole per l'inverno. La battaglia di Poelcappelle e la prima battaglia di Passchendaele erano entrambe terminate con perdite elevate su entrambi i fronti e non riuscirono a concludere nessun'avanzata apprezzabile, sebbene esse garantirono una linea di partenza per l'attacco su Passchendaele leggermente migliore. Le quattro divisioni che formavano il Canadian Corps furono trasferite dal settore di Lens al Saliente di Ypres, per catturare Passchendaele. Il Canadian Corps rilevò le postazioni del II ANZAC Corps il 18 ottobre e iniziò immediatamente la pianificazione dell'offensiva.

## Preludio

### La pianificazione e la preparazione

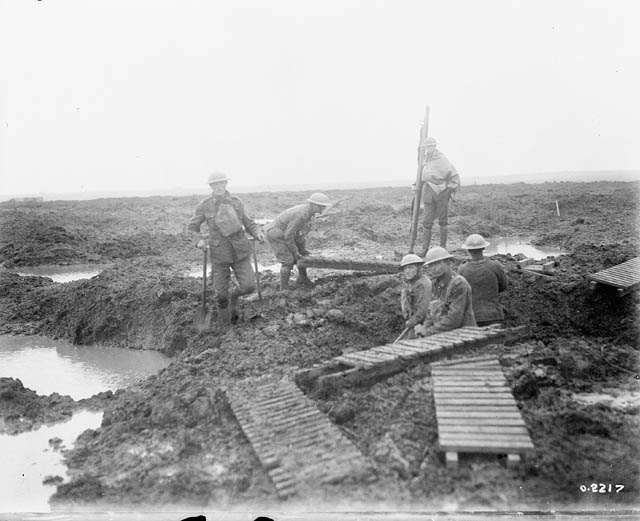
Pionieri canadesi mentre posano delle passerelle da trincea sul fango per facilitare gli spostamenti

L'operazione del Canadian Corps doveva essere eseguita lanciando una serie di tre attacchi che, come già detto, avevano obiettivi limitati e sarebbero stati condotti con un intervallo di tre o più giorni l'uno dall'altro. Poiché la posizione del Canadian Corps era immediatamente a sud del punto di congiunzione tra la Fifth e la Second Army, la Fifth Army inglese avrebbe lanciato delle operazioni con lo scopo di supportare il fianco sinistro del Canadian Corps, mentre il I ANZAC Corps sarebbe avanzato per proteggere il fianco destro. Il comandante del Canadian Corps, il tenente generale Arthur Currie presentò il suo piano operativo provvisorio il 16 ottobre, in cui consigliava di iniziare l'attacco il 29 ottobre, al fine di permettere lo spostamento di una sufficiente quantità di artiglieria. Tuttavia Haig era ansioso di eliminare ogni ritardo non strettamente necessario, in particolare perché desiderava aiutare in qualche modo le truppe impegnate sull'Aisne e l'attacco che stava per iniziare a La Mailmason, previsto per il 23 ottobre. Currie e il comandante della Second Army, Herbert Plumer, riesaminarono dunque la situazione e stabilirono, infine, che l'attacco sarebbe iniziato il 26 ottobre. Le date per i successivi attacchi furono provvisoriamente fissate per il 20 ottobre e il 6 novembre.
Furono necessari dei grossi preparativi prima che l'avanzata potesse avere inizio. Furono riscontrati un certo numero di problemi riguardo all'artiglieria e le postazioni trasferite dagli Australiani. Dei 250 obici pesanti che esistevano sulla carta, se ne individuarono solo 227 e, inoltre, di questi ben 89 non erano in grado di prendere parte all'azione. Dei 306 cannoni da campagna Ordnance QF 18 lb, meno della metà erano presenti attivamente sul campo di battaglia. Il problema della scarsa mobilità causato dal fango portò, in più, a raggruppare l'artiglieria australiana in due grossi gruppi principali, fornendo così dei facili bersagli ai Tedeschi. Infine, gli Australiani non potevano sostituire i pezzi danneggiati della loro artiglieria, poiché era stato ordinato che nessun cannone dovesse utilizzare le strade, per timore che avrebbe potuto bloccare il traffico. La situazione migliorò con l'arrivo delle artiglierie divisionali canadesi, che permisero al Canadian Corps di avere a disposizione altri 210 cannoni da campagna Ordnance QF 18 lb, 190 obici e 26 cannoni pesanti.

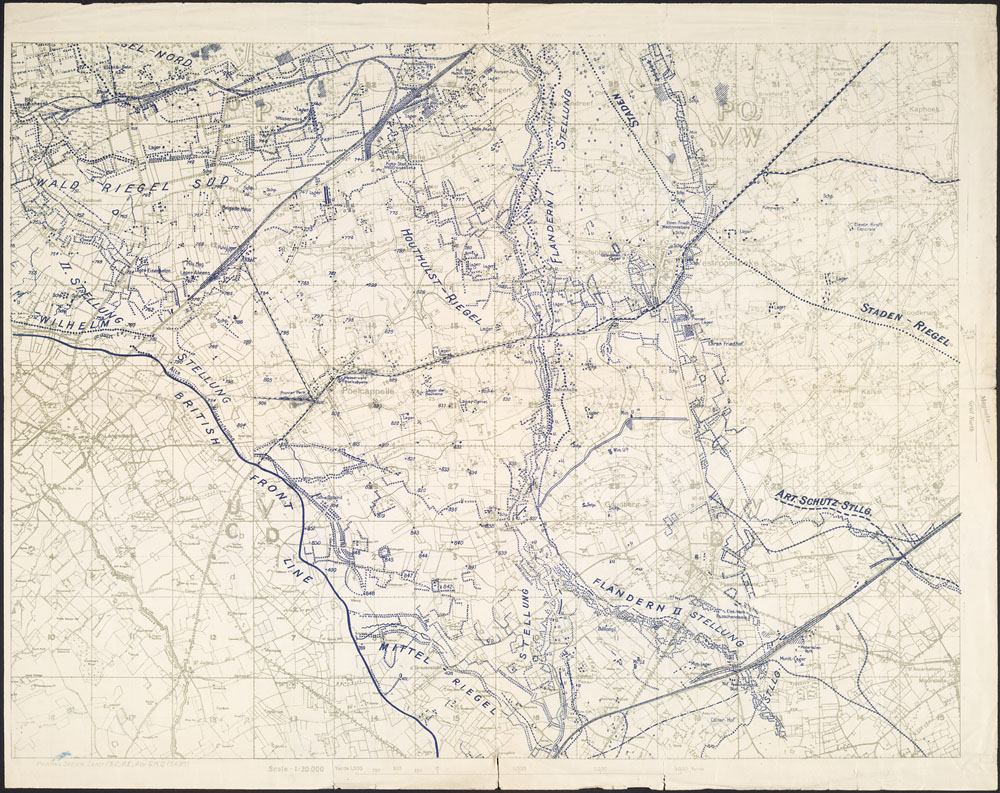
Mappa del sistema di trincee tedesco

Già il 17 ottobre, alle unità d'assalto furono consegnati tutti i dettagli disponibili circa le difese tedesche nei rispettivi settori, per rendere più accurata e facile la pianificazione degli assalti. Gli ufficiali dell'intelligence e gli osservatori dell'artiglieria lavorarono congiuntamente nei posti d'osservazione, registrando le fortificazioni tedesche di recente costruzione così come quelle che erano sfuggite a una prima osservazione, permettendo all'artiglieria di prendere le misure necessarie prima dell'inizio dell'offensiva. Per rendere più efficiente il trasporto dell'artiglieria e dei rifornimenti fu iniziata estensivamente la costruzione di nuove strade. Dieci compagnie da campagna, sette compagnie dei Royal Engineers, quattro compagnie dell'armata e nove battaglioni furono messi al lavoro, riparando ed estendendo la rete stradale esistente. Dalla metà di ottobre fino alla fine dell'offensiva furono costruiti, nell'area del Canadian Corps, 3,2 km di strade e più di 3'700 m di linee tramviarie pesanti. Il brigadier generale Edward Morrison, comandate dell'artiglieria, ottenne il permesso di utilizzare le strade per rimandare indietro i cannoni danneggiati da far riparare.
Spostare le truppe verso il fronte fu abbastanza difficile poiché l'unico mezzo di avvicinarsi alla prima linea erano delle strette passerelle, che si snodavano tra i crateri causati dall'impatto dei proiettili dell'artiglieria tedesca. Spesso scivolare fuori da queste passerelle risultava mortale: gli sfortunati soldati annegavano nel fango sotto il peso del loro stesso equipaggiamento. Considerando che questa marcia richiedeva spesso un duro lavoro fisico, le unità che avrebbero dato al via all'assalto giunsero nelle prime linee quattro giorni prima dell'inizio della battaglia, affinché i soldati fossero il più freschi possibile per l'attacco.

### Le forze in campo
Il Canadian Corps, comandato dal tenente generale Arthur Currie, era la formazione che avrebbe sostenuto la maggior parte dell'attacco. Nelle immediate vicinanze, a nord, l'attacco sarebbe stato supportato dal XVIII Corps, il quale sarebbe poi stato rilevato dal II Corps della Second Army. Ancora più a nord sarebbe stato lanciati degli attacchi diversivi dal XIV Corps inglese e dalla 1re e dalla 133e division, appartenenti alla 1re armée francese.
A sud, l'avanzata canadese sarebbe stata supportata dal I ANZAC Corps, mentre ancora più a sud il X Corps avrebbe organizzato delle azioni diversive.
Il crinale di Passchendaele e l'area circostante la città erano difesi dal Gruppe Ypres, guidato dal General der Kavallere Alfred Graf zu Dohna-Schlobitten. Le unità difensive tedesche cambiarono durante il corso della battaglia e consistettero nella 11. Bayerische Division, nella 39. Division, nella 11. Division, nella 44. Reserve-Division, nella 4. Division e nella 238. Division.

## La battaglia

### Prima fase
La prima fase dell'offensiva fu pianificata come un attacco con due punte: infatti, il costante bombardamento aveva bloccato il corso del Ravebeek, portando così alla formazione di una palude impenetrabile, situata al confine tra la 3rd e la 4th Division canadese. Alla 3rd Division canadese fu assegnato il compito di penetrare in profondità sul lato sinistro dell'avanzata: su questo lato si trovava lo sperone di Bellevue, in cui il terreno saliva rapidamente. A sud della palude, in un'area più ristretta, la 4th Division canadese avrebbe occupato le posizioni più avanzata nella "terra di nessuno", prima che l'offensiva avesse inizio, ed anche il "Bosco del declivio", che si trovava a cavallo della linea ferroviaria Ypres-Roulers. Currie pianificò l'attacco facendo fondo a quasi tutte le sue risorse. Tre unità rimanenti, la 8th, la 9th e la 10th Infantry Brigade canadese, furono posizionate a sostegno dell'offensiva, mentre la 7th, la 11th e la 12th Infantry Brigade canadese restarono nelle retrovie come riserve, così come la 1st e la 2nd Division canadese.

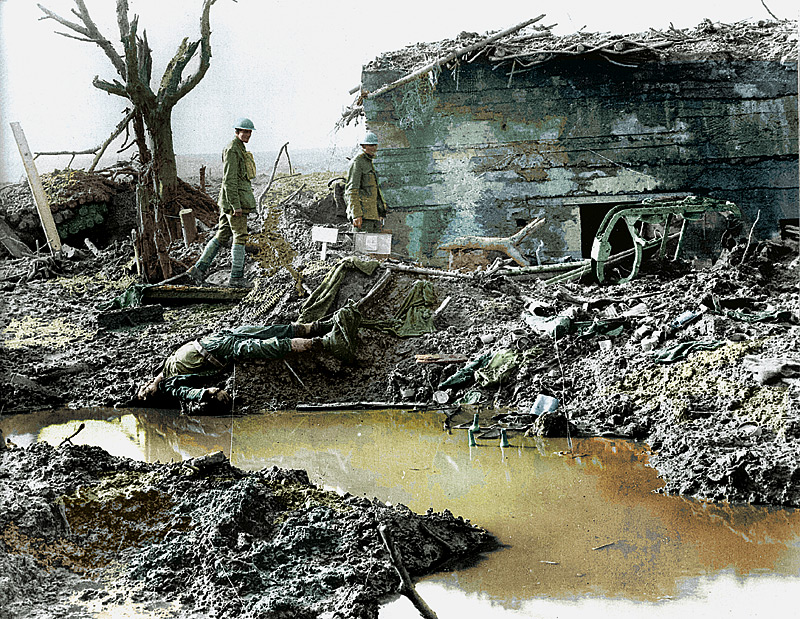
La strategia difensiva tedesca utilizzava delle fortificazioni in cemento armato che potevano fornirsi reciproca assistenza.

L'assalto iniziò alle 5:40 del mattino del 26 ottobre. Le truppe d'assalto furono precedute da un fuoco di sbarramento, che avanzava verso le linee nemiche di circa 50 metri ogni quattro minuti, permettendo così alla fanteria di stare al passo mentre attraversavano il fango. Sul fianco sinistro, la 8th Infantry Brigade canadese catturò il cosiddetto "Bosco del lupo" e mise in sicurezza i suoi obiettivi strategici lungo la linea del fronte, ma fu costretta af abbandonare circa 300 m di fronte per ricongiungersi con la 63rd Division della Royal Navy, l'unità che copriva il fianco della Fifth Army. Nel centro, la 9th Infantry Brigade canadese scoprì che il filo spinato posizionato dai Tedeschi era stato in molti punti completamente distrutto dal bombardamento dell'artiglieria, ed entro un'ora dall'inizio dell'attacco aveva catturato tutte le casematte di Bellevue. I Tedeschi, però, diedero il via ad un pesante fuoco di artiglieria sulle loro ex postazioni, costringendo così il fianco destro ad ritirarsi verso la sua linea iniziale verso le ore 9:00. Sul fianco destro, la 10th Infantry Brigade canadese inizialmente catturò tutti i suoi obiettivi, così come la 1st Division australiana sul suo fianco sud. Tuttavia, mentre il primo giorno stava finendo, le posizioni lungo il "Bosco del declivio" (che era controllato da una forza congiunta austro-canadese) furono gradualmente abbandonate a causa dell'inizio di alcuni contrattacchi tedeschi e della quasi totale mancanza di comunicazione tra le unità canadesi e quelle australiane.
Il fianco destro della 9th Infantry Brigade canadese consolidò le sue posizioni e all'inizio del 27 ottobre aveva guadagnato o stabilito degli avamposti a solo 300 metri dalla linea dei suoi obiettivi. La 10th Infantry Brigade catturò il "Bosco del declivio" nella notte del 27 ottobre. La 238. Division tedesca attaccò e per breve tempo, la notte seguente, occupò il bosco, ma fu in seguito ricacciata indietro dal contrattacco canadese. Quando la prima fase dell'attacco terminò, il 28 ottobre, il Canadian Corps aveva subito 2 481 perdite. Sebbene questa prima fase non fu un completo successo, l'operazione aveva permesso ai Canadesi di trovarsi su un terreno più alto e in una buona posizione per dare il via alla seconda fase.
L'attacco simultaneo della 1re armée francese si concluse con alcuni notevoli progressi. Dopo aver attraversato il ruscello St. Jansbeek, i Francesi catturarono i villaggi di Aschhoop, Kippe e Merkem e avanzarono fino al termine meridionale del lago Blankaart. Sui fianchi del Canadian Corps, la contemporanea avanzata francese non ebbe buon fine. Il 18e corps d'armée perse 2 310 uomini e il 14e corps d'armée 3 092, mentre le azioni diversive del 10e corps d'armée portarono alla morte o al ferimento di 3 321 soldati.

### Seconda fase

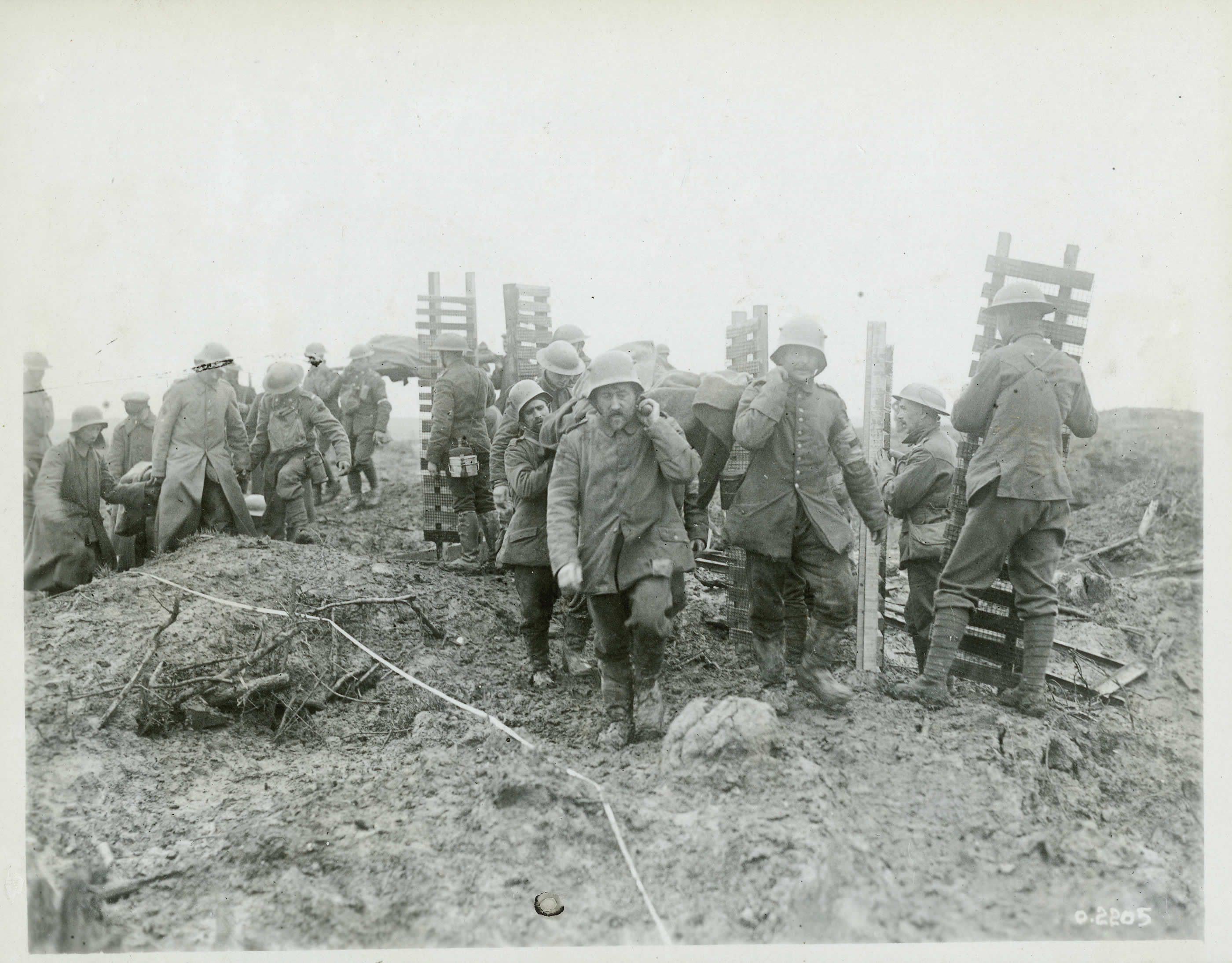
Prigionieri tedeschi mentre forniscono aiuto nel trasportare morti e feriti lontano dal fronte

La seconda fase fu pianificata per catturare quelle postazioni che il Canadian Corps non era riuscito a prendere durante la prima fase, e per guadagnare un buon punto di partenza per lanciare l'assalto finale contro Passchendaele. La linea che doveva raggiungere il fronte in seguito a questa fase, denominata "Blue Line", era all'incirca 600 metri a est della linea della prima fase. L'avanzata aveva lo scopo di catturare la cosiddetta "Cresta della Fattoria", molto ben difesa, situata all'estremo sud della linea dell'avanzata, e di conquistare i piccoli villaggi presenti nell'area di Meetcheele e di Goudberg, situati invece nel nord del fronte. Il fianco settentrionale dell'avanzata canadese doveva congiungersi nei dintorni di Goudberg, nei pressi della Fattoria Vapour, con la Fifth Army, la quale sarebbe stata in avanzamento lungo entrambi i lati del torrente (in piena) del Lekkerboterbeek. Il fianco meridionale dell'avanzata canadese invece si sarebbe dovuto congiungere con il I ANZAC Corps lungo la linea ferroviaria Ypres-Roulers a sud di Vienna Cottage. Il fianco sud era ancora sotto la responsabilità della 4th Division canadese, che pianificò di attaccare utilizzando la 12th Infantry Brigade, mentre il fianco nord era controllato dalla 3rd Division canadese, che scelse di lanciare l'offensiva con la 7th e la 8th Infantry Brigade.
La notte prima dell'attacco, un assalto da parte di un battaglione portò alla cattura di una casamatta tedesca particolarmente pericolosa, situata sulla riva nord del Ravebeek, che aveva già sostenuto durante la prima fase della battaglia l'assalto della 9th Infantry Brigade canadese. Questa azione permise al confine meridionale della 3rd Division canadese di avanzare di circa 460 m, portandolo alla pari con quello della 4th Division, anch'essa unità canadese. L'attacco principale iniziò alle 5:50 del mattino del 30 ottobre e fu preceduto da un bombardamento d'artiglieria preliminare, diretto in gran parte contro le casematte. Il fianco sud degli Alleati catturò rapidamente la "Cresta della Fattoria" e iniziò a inviare delle pattuglie oltre la sua linea-obbiettivo, anche all'interno di Passchendaele, dove le pattuglie scoprirono i Tedeschi mentre stavano evacuando il paese. Verso le 8:30, il comandante della 4th Division canadese, il maggior generale David Watson, informò che tutti gli obiettivi situati tra la ferrovia Ypres-Roulers e il Ravebeek erano stati catturati. Tuttavia, il settore nordoccidentale della "Cresta" era così pesantemente allagato che il consolidamento dovette essere realizzato in prossimità della linea-obiettivo.

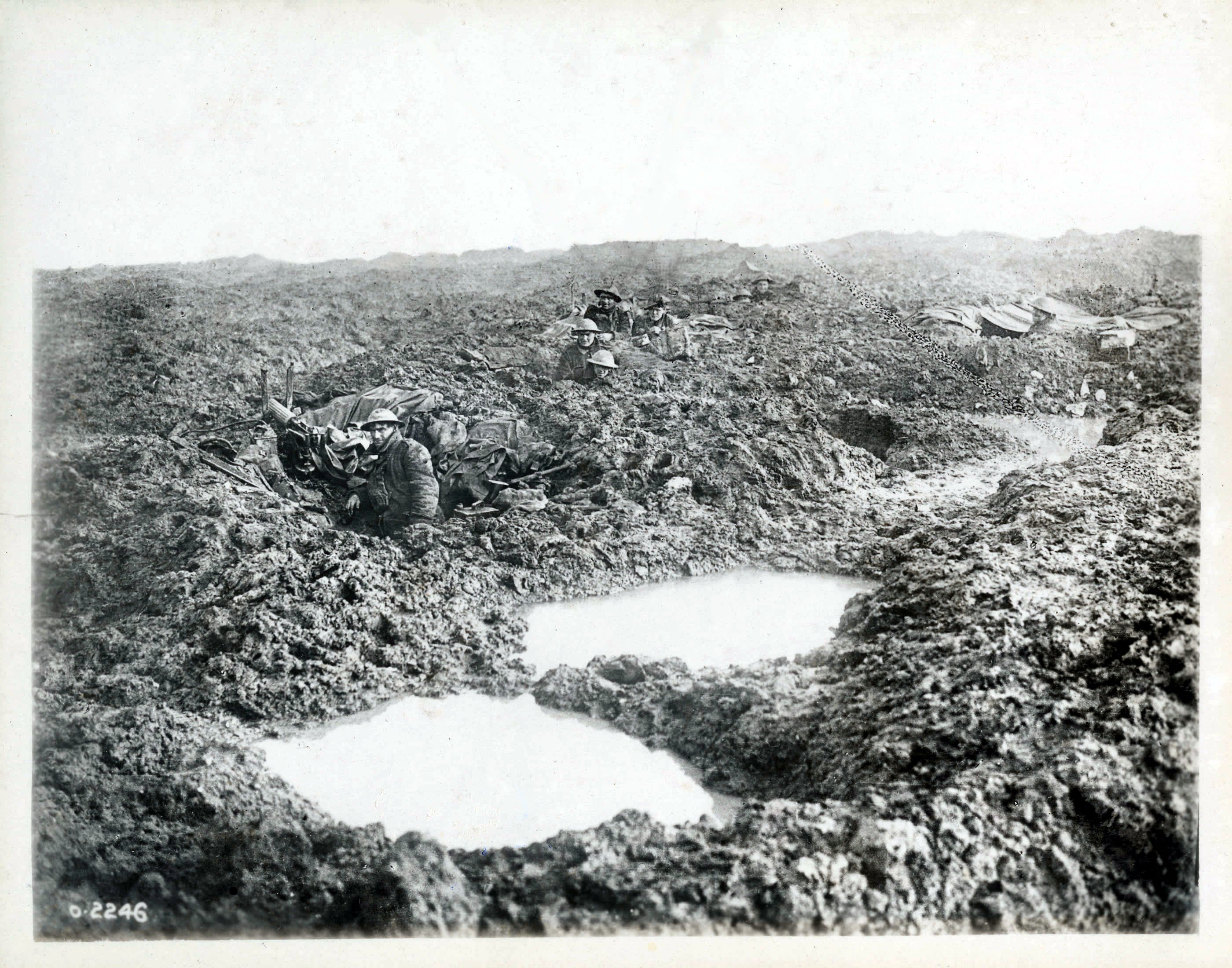
Un reparto di mitraglieri canadesi posizionati in assetto difensivo

Sul fianco settentrionale, la 3rd Division canadese incontrò ancora una notevole resistenza da parte delle forze tedesche. L'8th Infantry Brigade canadese riuscì a catturare la fattoria "Source" e successivamente la "Vapour", situata vicino al confine, poco oltre la linea prefissata. La brigata, tuttavia, ebbe alcune difficoltà nello spingersi attraverso il terreno paludoso del bosco che circondava la zona e ciò portò a una divisione nella linea. La 58th Division del Royal Army e la 63rd Division della Royal Navy conclusero solamente un leggero avanzamento e non riuscirono a raggiungere gli obiettivi stabiliti, lasciando così i soldati canadesi che si trovavano nell'area delle fattorie "Source" e "Vapour" in una posizione molto precaria e senza quasi possibilità di supporto.
Nel centro dell'assalto si trovava la 7th Canadian Infantry Brigade. Avanzando tra il torrente Ravebeek e la strada verso Meetcheele, una sezione della brigata catturò il suo obiettivo intermedio, una ridotta chiamata Duck Lodge dagli inglesi, alle 7 del mattino. Ad ovest della strada e di Meetcheele, l'avanzata catturò la fattoria Furst, benché con forti perdite. Più tardi nel pomeriggio, la brigata riuscì ad espugnare una quantità di ridotte e catturò l'incrocio a Meetcheele. Comunque, i tedeschi continuarono a mantenere una posizione forte a Casa Graf lungo la riva del torrente Ravebeek, producendo un saliente nella linea canadese direttamente tra le due divisioni canadesi.
L'avanzata sembrò aver raggiunto il suo limite nel tardo pomeriggio e notizie di un gran numero di tedeschi che si concentravano a nord di Mosselmarkt indicavano il potenziale di un grande contrattacco. Come risultato, la 3rd Canadian Division - benché non avesse raggiunto tutti i suoi obiettivi- venne incaricata di consolidare le sue posizioni e pattugliare, piuttosto che occupare, la palude della Piantagione Woodland tra la 7th e la 8th Canadian Infantry Brigade. Vi furono alcune questioni sul come le posizioni alla Fattoria Source ed alla Fattoria Vapour potessero essere mantenute senza il supporto della 63rd (Royal Naval) Division. Currie col generale Plumer infine decisero che ogni sforzo dovesse essere compiuto per mantenere la linea nella speranza di non dover riprendere le posizioni prima dell'attacco a Passchendaele. La notte infine passò senza che alcun grande contrattacco avesse luogo, permettendo ai canadesi di consolidare le loro posizioni. Quando la seconda fase terminò il 30 ottobre, i Canadian Corps avevano subito 2 321 perdite, consistenti in 884 morti, 1 429 feriti e 8 prigionieri.

### La pausa temporanea

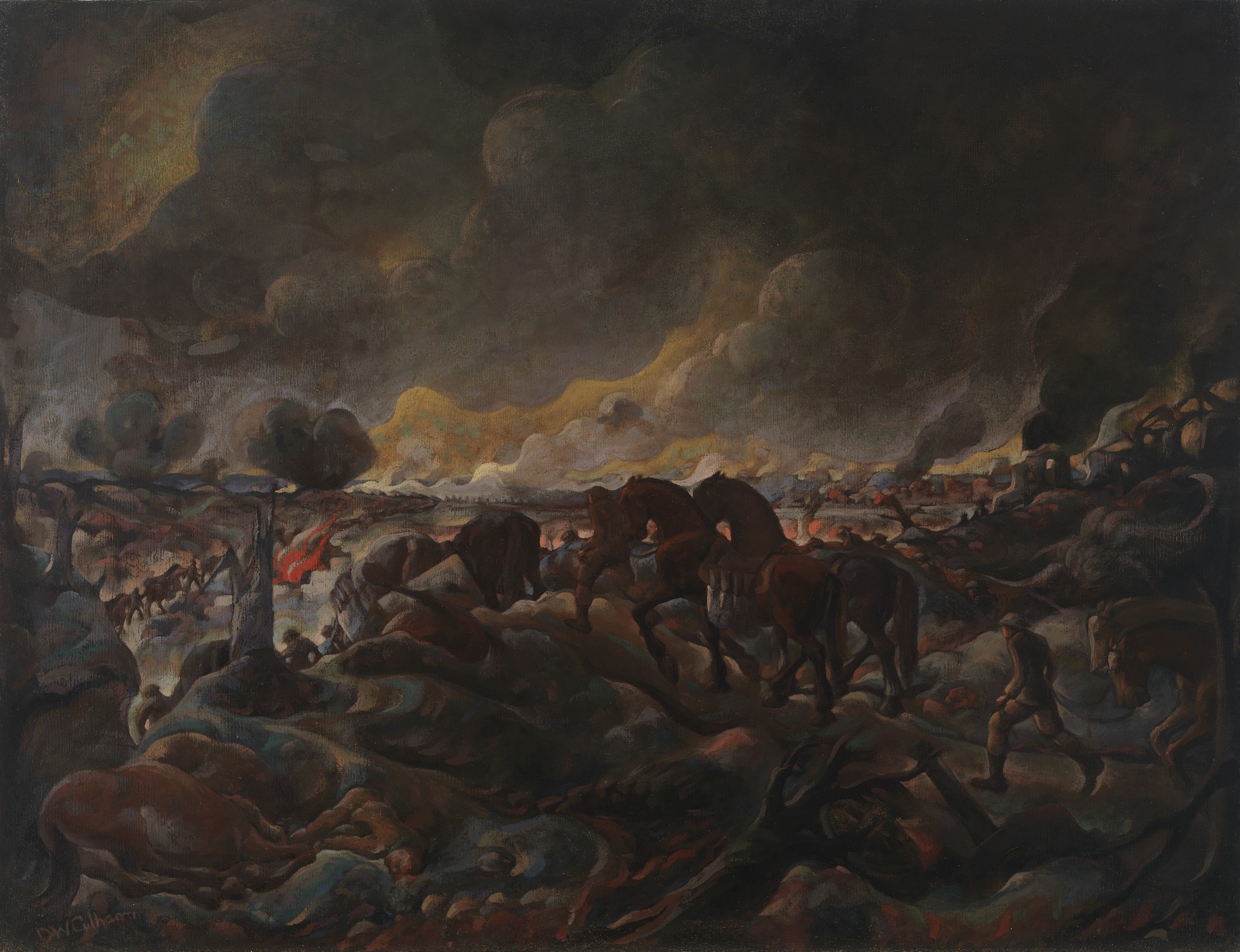
Artist Douglas Culham's painting of a nighttime supply column during the battle

Per facilitare il ricambio delle truppe impegnate nella battaglia, fu pianificata una pausa di sette giorni fra la seconda e la terza fase. Alla 2ª armata britannica fu ordinato di rilevare una sezione del fronte tenuto dalla 5ª armata britannica aggregandosi al Corpo canadese, in modo che l'attacco potesse proseguire sotto un unico comando. Il 2 novembre, il generale Plummer sostituì il XVIII Corpo della 5ª armata britannica con il II Corpo il cui ruolo fu limitato a fornire il supporto di artiglieria al Corpo canadese. Tre giorni consecutivi senza pioggia, fra il 3 e il 5 novembre, aiutarono la preparazione logistica e la riorganizzazione delle truppe e centinaia di animali da soma furono utilizzati per trasportare i rifornimenti, incluse le munizioni. La 1ª e la 2ª divisione canadese si mossero dalle loro aree di raggruppamento, ad est di Cassel, utilizzando la ferrovia per prendere il posto rispettivamente della 3 e della 4 divisione canadese completando il dispiegamento nella mattinata del 5 novembre. Sul fianco destro del Corpo canadese, il I, il IX e il VIII Corpo furono incaricati di condurre degli attacchi diversivi lungo un fronte di 6 chilometri a sud di Zandvoorde. Durante la notte del 5 novembre, le truppe d'assalto si mossero verso le posizioni di attacco loro assegnate raggiungendole entro le ore 4:00 del 6 novembre. I tedeschi approfittarono della pausa nei combattimenti per sostituire le unità più esauste: l'11ª divisione arrivò dal settore di Champagne il 3 novembre, rilevando le posizioni della 39ª divisione fra la ferrovia Ypres-Roulers e la strada di Mosselmarkt.

### Terza fase

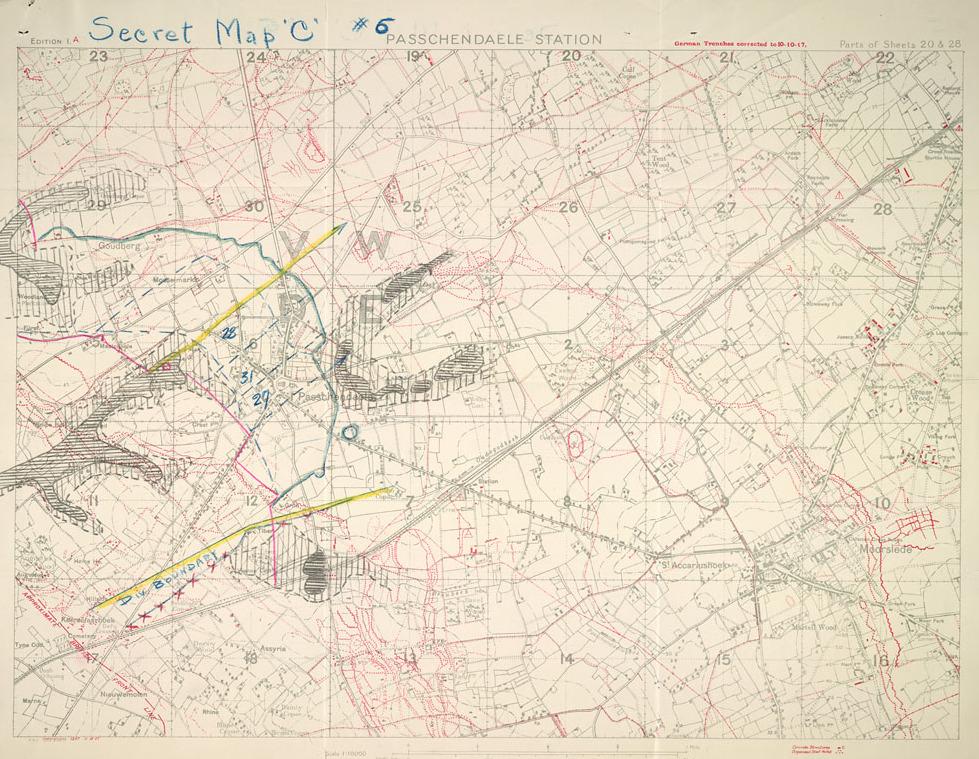
Mappa dei piani per la terza fase relativi alla 6th Canadian Infantry Brigade

Gli obiettivi del corpo per il 6 novembre ricadevano lungo la Linea Verde, un approssimativo semicerchio che correva per circa un km dalla Casa Graf- il centro del saliente nella linea canadese. Oltre Passchendaele, esso comprendeva le frazioni di Mosselmarkt e Goudberg a nordovest. La 2nd Canadian Division avrebbe dovuto inviare la 6th Canadian Infantry Brigade ad attaccare Passchendaele dal lato nord e un battaglione della 5th Canadian Infantry Brigade ad attaccarlo da sud. Nel settore della 1st Canadian Division, la 1st Canadian Infantry Brigade avrebbe dovuto avanzare su entrambi i lati della strada Meetcheele-Mosselmarkt e, lungo i confini del settore assegnato al corpo a nord, un battaglione doveva eseguire un'operazione sussidiaria contro Vine Cottages, un caposaldo tenuto dai tedeschi a poco più di 300 m a sudest della Fattoria Vapour.
La terza fase iniziò alle 6 del mattino del 6 novembre, con un bombardamento preliminare sotto cieli per lo più limpidi. Il fuoco di controbatteria dell'artiglieria tedesca seguì pochi minuti dopo quello dei canadesi e cadde principalmente davanti alle truppe avanzanti. Quasi dovunque l'attacco andò bene per i canadesi. La 2nd Canadian Division incontrò la sua principale opposizione da capisaldi a nord est di Passchendaele, ma meno di tre ore dopo l'inizio della battaglia il villaggio era stato reso completamente sicuro. La 1st Canadian Division incontrò una forte resistenza dai difensori di Vine Cottages, comunque entro le 8 del mattino la 1st Canadian Infantry Brigade aveva raggiunto e consolidato la Linea Verde.

### L'attacco finale
Come azione finale della battaglia fu pianificato, per il 10 novembre, un attacco locale per occupare un vicino incrocio stradale e la parte rimanente delle alture a nord del villaggio in prossimità della "collina 52". Il nodo stradale era circa un kilometro a nord di Passchendaele, lungo l'autostrada per Westrozebeke. La "collina 52", il punto più alto sul limite settentrionale delle alture di Passchendaele, era a circa 500 m oltre l'incrocio. Il possesso di entrambe le posizioni avrebbe permesso di dominare le posizioni tedesche a nord-est. L'attacco fu affidato alla 2ª brigata di fanteria canadese, con il supporto di un battaglione della 4ª brigata canadese. I tedeschi avevano comunque approfittato della pausa nei combattimenti per dare il cambio alle unità più provate e, il 9 novembre, reggimenti della 4ª e della 44ª divisione di riserva sostituirono quelli della 11ª divisione. Ciononostante, l'assalto fu lanciato come previsto, la mattina del 10 novembre, dalla Green-line a nord e nord-est di Mosselmarkt. L'assalto inizialmente si sviluppò favorevolmente con l'occupazione dell'incrocio stradale, il proseguimento dell'avanzata oltre la fattoria Venture e la cattura di quattro cannoni da 77 mm. Tuttavia, nel settore a nord del Corpo canadese, la 1ª divisione britannica, la cui avanzata doveva supportare l'attacco principale, si trovò ben presto in difficoltà di fronte ad un riuscito contrattacco tedesco che inserì un cuneo fra due battaglioni britannici, consentendo ai tedeschi di aprire il fuoco direttamente contro i fianchi delle truppe britanniche in avanzata, causando perdite pesanti e costringendo entrambe le unità a ritirarsi. Di conseguenza, la 2ª brigata di fanteria canadese fu costretta a ripiegare su un fianco per colmare la breccia che si era creata, ponendo fine ad ogni ulteriore possibilità di progresso dell'avanzata. L'azione del 10 novembre pose fine alla lunga ed estenuante terza battaglia di Ypres. Anche se Haig aveva sperato di posizionarsi per l'inverno lungo l'intero crinale della linea Passchendaele-Westrozebeke, il villaggio di Westrozebeke rimase fuori dalle posizioni conquistate.

## Conseguenze

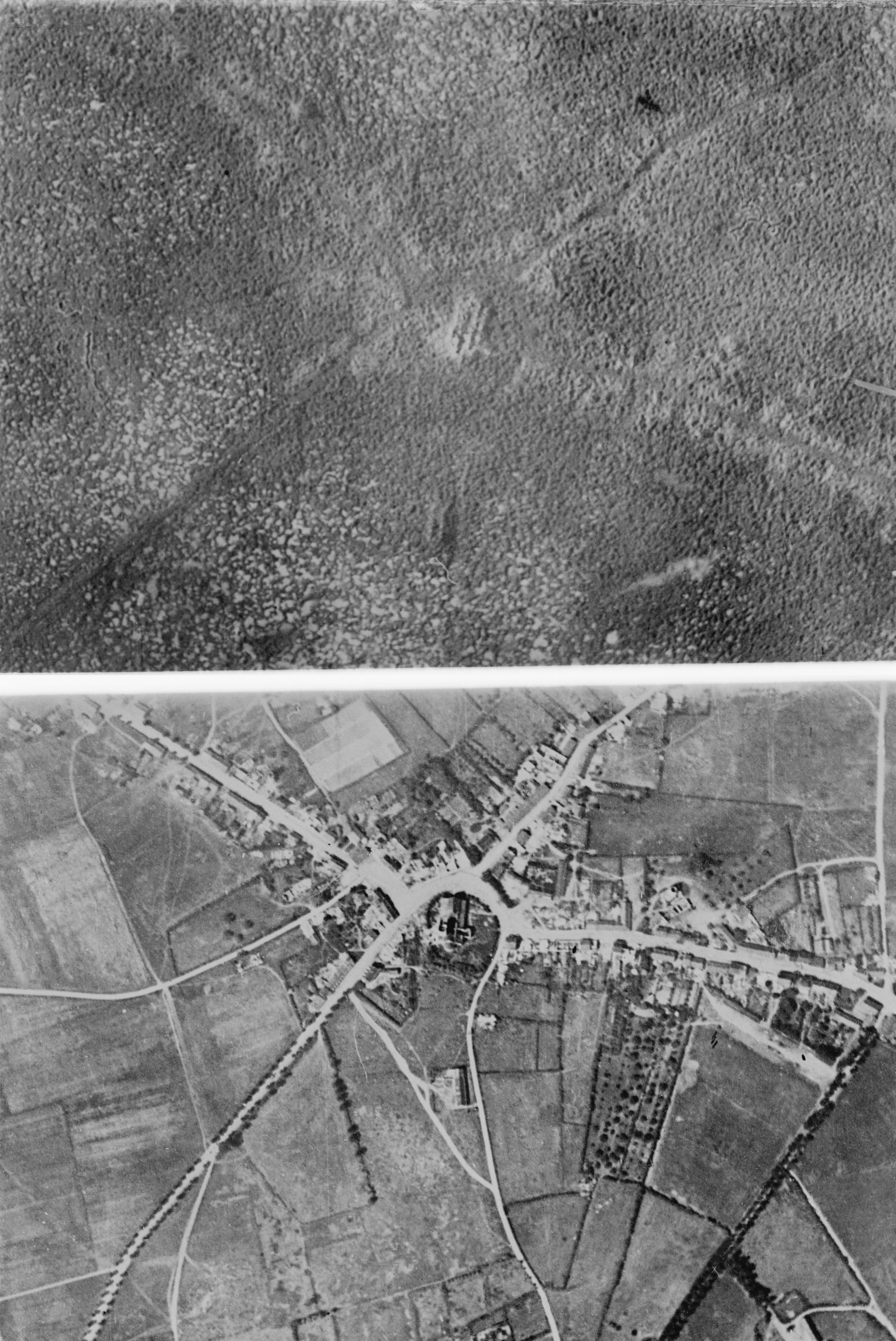
Il paese di Passchendaele prima e dopo la battaglia

Il 24 ottobre la 14ª armata austro-tedesca, sotto il comando del General der Infanterie Otto von Below, ottenne un'importante vittoria contro l'esercito italiana nella battaglia di Caporetto. Per timore che l'Italia fosse costretta a ritirarsi dal conflitto, il governo francese e quello britannico promisero ciascuno di inviare sul fronte italiano sei divisioni. Tutte le truppe vennero trasferite in modo rapido ed efficiente tra il 10 novembre e il 12 dicembre, grazie alla buona preparazione da parte del comandante in capo francese Ferdinand Foch, che era già stato mandato in Italia nell'aprile 1917 per occuparsi di una situazione di emergenza. La terza battaglia di Ypres venne alla fine conclusa in modo poco soddisfacente, visto che Haig dovette interrompere la sua avanzata vicino a Westrozebeke.
Il 14 novembre cominciò una graduale ritirata del VII corpo e il 20 novembre il generale Currie riprese il comando lungo il fronte di Lens-Vimy.
Vennero assegnate per le azioni durante la battaglia nove Victoria Cross, la più alta decorazione militare con la quale venivano premiate le forze militari del Regno Unito e del Commonwealth:
- Capitano Christopher O'Kelly del 52nd (New Ontario) Battalion
- Sergente Robert Shankland del 43rd (Cameron Highlanders of Canada) Battalion
- Soldato semplice Thomas William Holmes del 4th Canadian Mounted Rifles Battalion
- Soldato semplice Cecil John Kinross del 49th (Edmonton) Battalion
- Sergente George Mullin del Princess Patricia's Canadian Light Infantry
- Maggiore George Pearkes del 5th Canadian Mounted Rifles Battalion
- Tenente colonnello Hugh McKenzie del 7th Canadian Machine Gun Company
- Caporale Colin Fraser Barron del 3rd (Toronto) Battalion
- Soldato semplice James Peter Robertson del 27th (City of Winnipeg) Battalion

## Commemorazione
Per i corpi canadesi, la partecipazione alla seconda battaglia di Passchendaele è commemorata con il Memoriale di Passchendaele situato dove prima si trovava la Crest Farm al confine meridionale del villaggio di Passchendaele.